# N-232 (Spanje)
De N-232 is een weg in Spanje. Het volgt grofweg de rivier Ebro vanaf Logroño tot aan de kust. De weg begint ten zuidoosten van Logroño bij de ringweg LO-20 en loopt parallel aan de Autopista AP-68. De weg passeert Calahorra voordat het kruist met de N-113, N-121 en de Autovía A-15.
De weg gaat verder langs Tudela en daarna is het geen nationale weg meer maar een Autovía. 30 km zuidoostelijk is een aansluiting met de N-122. De weg komt dan Zaragoza binnen. Daar zijn aansluitingen met de N-330 de Autovía A-2 of de Autovía A-23.
Richting het zuidoosten gaat de weg verder tussen de rivier Ebro en het kanaal Canal Imperial de Aragón. De AVE kruist deze weg ook. In het zuiden verlaat de weg de vallei langs Iberische ruïnes en het monument Monumento al Tambor voordat Alcañiz bereikt wordt. Hier kruist de weg de N-211 en de rivier Rio Guadalope. De N-420 gaat verder richting het noordoosten over de Coll del Moro richting Tarragona.
De N-232 zelf gaat verder richting het zuiden over de bergen van El Maesrat. Sommige gedeelten van de weg zijn hier smal en gevaarlijk. Het passeert de Hermitage de la Consolación voor de Port Torre Miró (1259 m). Na Morella gaat de weg oostwaarts door de Sierra del Turmell en over de Port de Querol. De weg volgt verder de vallei van de Rambla de Cervera en eindigt bij de N-340 bij Vinaròs 15 km ten noorden van Peñíscola.
Autovías:
A-1
· A-2
· A-3
· A-4
· A-5
· A-6
· A-7
· A-8
· A-9
· A-10
· A-11
· A-12
· A-13
· A-14
· A-15
· A-16
· A-19
· A-21
· A-22
· A-23
· A-24
· A-26
· A-27
· A-28
· A-30
· A-31
· A-32
· A-33
· A-34
· A-35
· A-38
· A-40
· A-41
· A-42
· A-43
· A-44
· A-45
· A-47
· A-48
· A-49
· A-50
· A-51
· A-52
· A-53
· A-54
· A-55
· A-56
· A-57
· A-58
· A-59
· A-60
· A-62
· A-63
· A-64
· A-65
· A-66
· A-67
· A-68 
· A-70
· A-72
· A-73
· A-75
· A-76
· A-77
· A-80
· A-81
· A-83
· A-91

N-Wegen:
N-102
· N-104
· N-110
· N-111
· N-113
· N-120
· N-121
· N-121a
· N-121b
· N-121c
· N-122
· N-123
· N-124
· N-135
· N-138
· N-141
· N-145
· N-152
· N-204
· N-211
· N-220
· N-225
· N-230
· N-232
· N-234
· N-236
· N-237
· N-238
· N-240
· N-260
· N-301
· N-310
· N-320
· N-322
· N-323
· N-324
· N-325
· N-330
· N-331
· N-332
· N-333
· N-334
· N-335
· N-340
· N-341
· N-343
· N-344
· N-345
· N-350
· N-351
· N-357
· N-400
· N-401
· A-402
· N-403
· N-420
· N-431
· N-432
· N-433
· N-435
· N-441
· N-442
· N-443
· N-501
· N-502
· N-521
· N-525
· N-532
· N-536
· N-540
· N-541
· N-547
· N-550
· N-551
· N-552
· N-553
· N-554
· N-557
· N-601
· N-603
· N-610
· N-611
· N-620
· N-621
· N-622
· N-623
· N-625
· N-627
· N-629
· N-630
· N-631
· N-632
· N-634
· N-635
· N-636
· N-637
· N-640
· N-641
· N-642
· N-643
· N-651

Oude benummering Autovía's (wordt ook nog gebruikt):
N-I
· N-II
· N-III
· N-IV
· N-IVa
· N-V
· N-VI